# Grad (Grad)

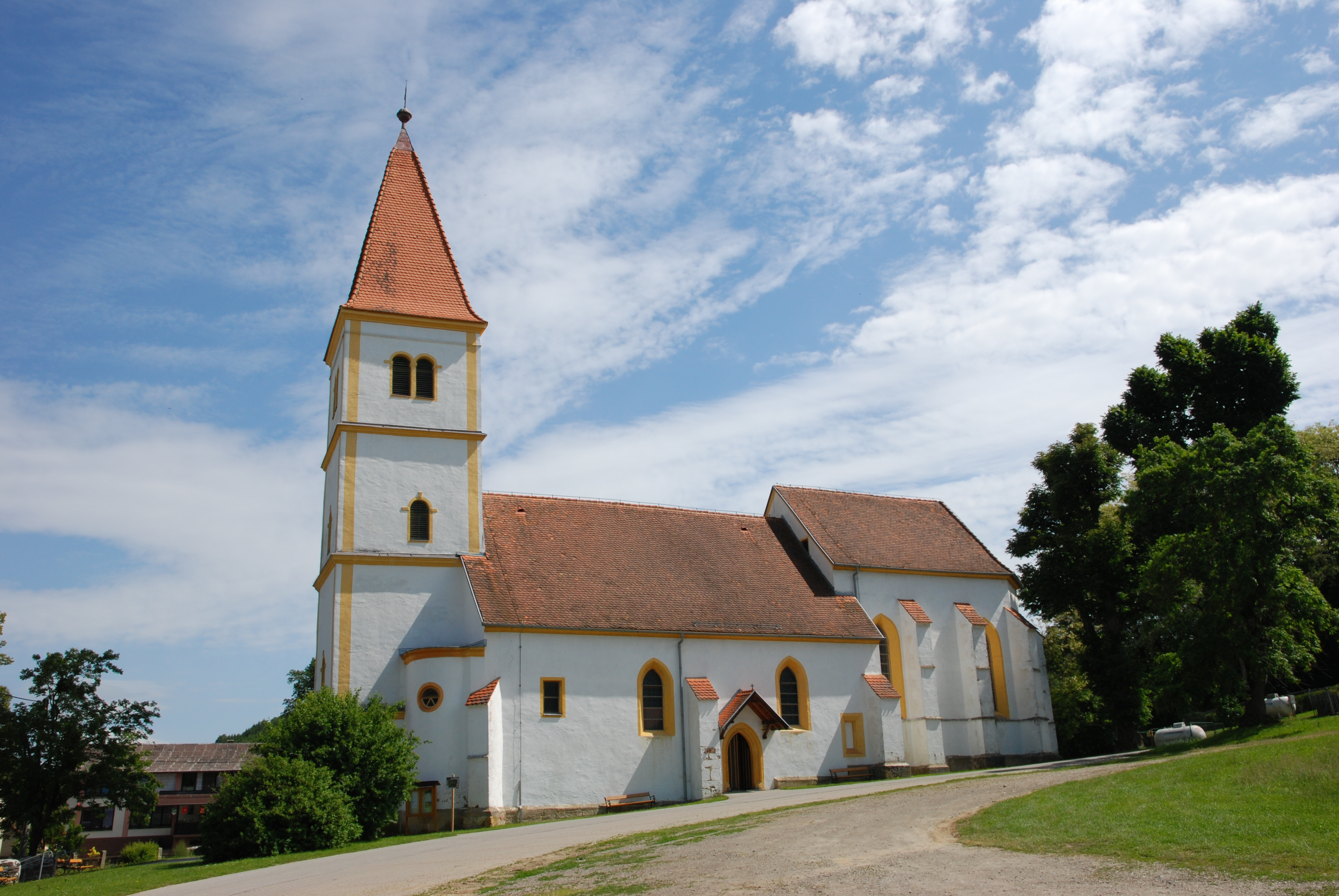
Kirche Grad

Die Ortschaft Grad (deutsch: Ober-Limbach) ist Hauptort und Verwaltungssitz der Gemeinde Grad in Goričko, dem hügeligen Teil der historischen Region Prekmurje in Slowenien.
Oberhalb des Ortskerns, auf einem Hügel aus Basalttuff, steht das Schloss Oberlimbach (slowenisch Grad, vor 1952 auch Gornja Lendava, ungarisch Felsölendva).
Die Ortschaft Grad (deutsch Oberlimbach, ungarisch Felsőlendva) ist eine der größten Siedlungen im Hügelland von Goričko. Sie besteht aus dem kleinen „Pörga“ genannten Zentrum, das sich um die Pfarrkirche Maria Himmelfahrt (sv. Marije vnebovzete) ausbreitet, und mehreren verstreuten Häusergruppen in den Niederungen und auf den Höhen um den Schlossbach (Graški potok).

## Geschichte
Die Siedlung entwickelte sich um die mittelalterliche Burg, von der aus jahrhundertelang, das umfangreiche Herrschaftsgebiet in Goričko und teilweise in Ravensko verwaltet wurde. Im Jahre 1365 wird die Ansiedlung erstmals als „Waraliafolu“ urkundlich erwähnt und bereits 1478 als Markt bezeichnet, „opidum Lyndwa“, und 1499 wiederum, „oppidum Felsewlyndwa“. 
Im Jahre 1890 wurde das Dorf amtlich als Felsőlendva bezeichnet und gehörte zum Bezirk Muraszómbat (heute Murska Sobota) des Komitats Eisenburg/Vas.
Der Friedensvertrag von Trianon schlug das Dorf dem Königreich SHS zu. Der Ort erhielt den Namen Gornja Lendava, den er bis zum Jahre 1952 trug.

## Sehenswürdigkeiten
- Schloss Grad
- Goričko Landschaftsschutzpark

Laut einer Besucherbefragung mittels kognitiver Karten zählt das Schloss neben dem Sotinski breg und den Seen Ledavsko jezero und Bukovniško jezero zu den beliebtesten Sehenswürdigkeiten des Landschaftsparks Goričko.

### Schloss

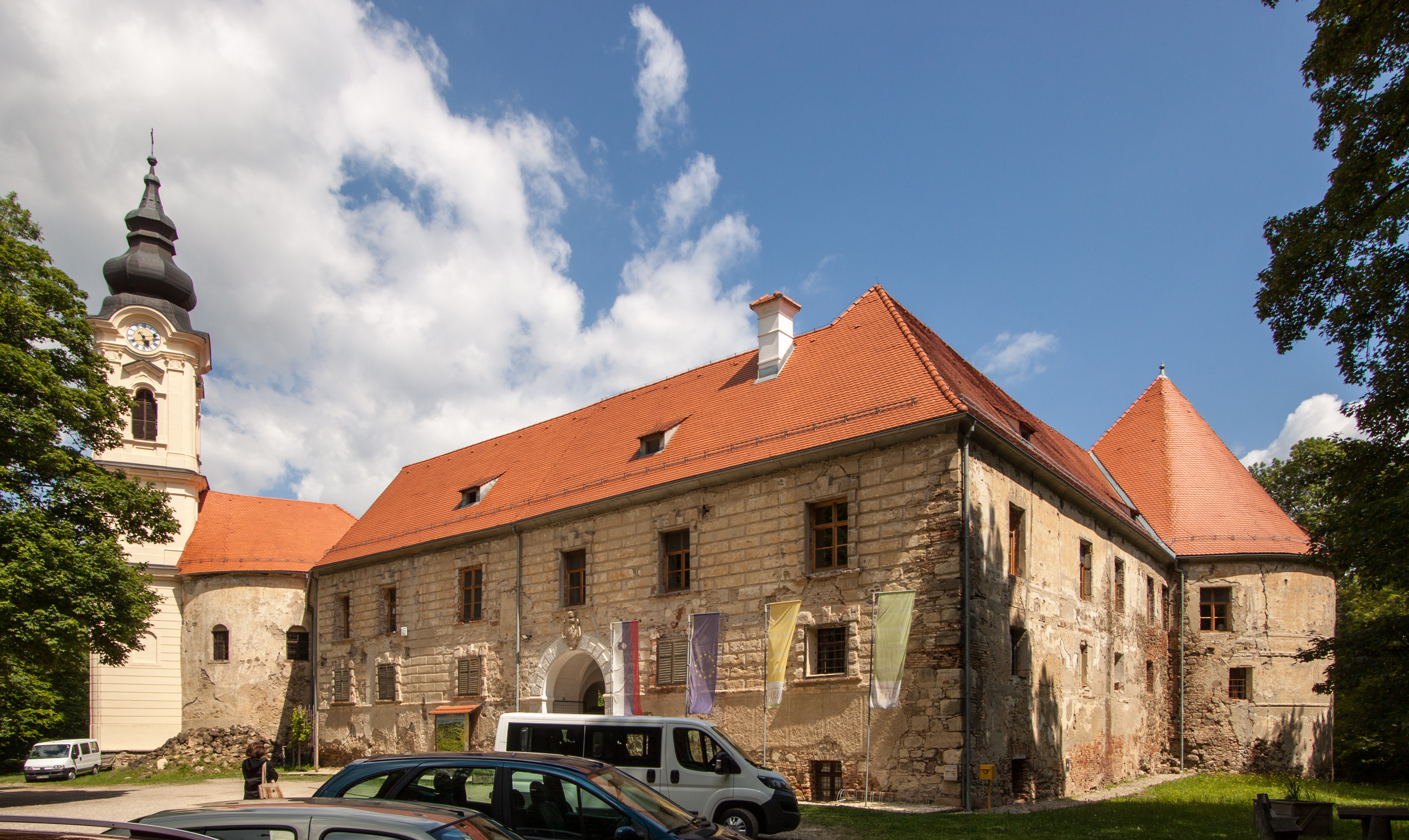
Schloss Oberlimbach, Grad

Das massige Schloss Grad steht oberhalb der Pfarrkirche und des Ortskerns auf einem nach drei Seiten steil abfallenden Basalttuffhügel. Das heutige Schlossgebäude entwickelte sich aus einer mittelalterlichen Burg, deren Existenz erstmals in Aufzeichnungen aus dem Jahr 1275 schriftlich dokumentiert ist. Archäologische Ausgrabungen belegen die Existenz eines Baus jedoch bereits im 11. Jahrhundert.
Im Zeitraum von 1365 bis 1685 besaß die ungarische Adelsfamilie Széchy das Schloss. Unter ihrer Herrschaft wurde das Schloss umfangreich ausgebaut und erreichte im Laufe des 16. und 17. Jahrhunderts seine heutige Größe. Ab dem Jahr 1730 wurde das Schoss von österreichischen Adligen Franz Leopold von Nádasdy verwaltet, bevor es 1856 von Moritz von Dietrichstein erworben wurde. Im Anschluss wechselte das Bauwerk mehrfach den Besitzer.
Nach dem Ende des Zweiten Weltkriegs lag das Schloss im Gebiet der Sozialistischen Föderativen Republik Jugoslawien und wurde von der Regierung verstaatlicht. Zwischen 1960 und 1995 wurde das Schloss dem Verfall überlassen, seit dem Jahre 1995 wird es jedoch aufwändig renoviert. Seit dem Jahre 2003 sind hier die Diensträume der Verwaltung des Naturparks Goričko untergebracht, ebenso ein Informationszentrum des Dreiländerparks Raab-Goričko-Őrség.
Das Schlossgebäude, das der Legende nach vormals 365 Räume gehabt haben soll, ist das größte Barockschloss in Slowenien und wurde einst von einem großen Park im englischen Stil umgeben. Etliche der stattlichen Baumriesen haben die Nachkriegszeiten überstanden. Die majestätischen Tulpenbäume die hier wachsen, sind möglicherweise die Ältesten in Slowenien und teilen sich den Schlosspark mit Roteichen, Gleditschien, Schnurbäumen Platanen und anderen exotischen Gehölzarten.
Einige Räume im teilweise renovierten Erdgeschoss werden für Ausstellungszwecke, Seminare und Kulturveranstaltungen genutzt, in anderen wurden Werkstätten installiert, in denen die einst im Hügelland von Goričko traditionellen ländlichen Handwerksberufe der Töpfer, Weber, Wagner und Schmiede dargestellt werden. Eine Schnapsbrennerei, ein gewölbter Weinkeller und die gebietstypische Rauchküche runden die ethnologische Sammlung ab.

## Persönlichkeiten
- Johann Spech (1767–1836), Komponist und Musiker, verstarb hier am 24. November 1836.
- György Ede Almásy Graf von Zsadány und Törökszentmiklós (1867–1933), Ethnologe und Asienforscher, wurde hier am 11. August 1867 geboren.